# 神鬼戰士II
《神鬼戰士II》（英語：Gladiator II）是一部2024年美英史詩動作片，雷利·史考特執導。本片為《神鬼戰士》（2000年）續集，由大衛·史卡帕根據他和彼得·克萊格合寫的劇情改編，保羅·麥斯卡、佩德羅·帕斯卡、康妮·尼爾森、梅·卡拉美维、約瑟夫·奎因 , 佛列德·海辛尔 、德雷克·雅可比以及丹佐·華盛頓主演。史考特自由製片公司、紅馬車娛樂公司聯合為派拉蒙影業及環球影業製作。本集講述羅馬帝國前繼承人盧賽斯，在卡拉卡拉與蓋塔共治皇帝統治期間，其家園遭馬可斯·阿卡修斯將軍率兵蹂躪後而成為角鬥士的故事。
本片2024年11月15日於英國、22日於美國上映。

## 前情提要
前作《神鬼戰士》（2000年）中的事件發生二十年後，身為羅馬前皇帝馬可·奧理略外孫、康茂德外甥以及露西拉之子的盧賽斯被麥西穆斯救下後，現在已屆成年與妻子在北非努米底亞省隱姓埋名地生活，但因阿卡修斯將軍奉旨入侵而家破人亡淪為奴隸。受到麥希穆斯的事蹟所啟發，盧賽斯決心以馬克里努斯麾下角鬥士身份不斷戰鬥，等待向阿卡修斯復仇的良機到來。另一方面，露西拉企圖推翻兩位年輕皇帝卡拉卡拉與蓋塔窮兵黷武的剝削統治，馬克里努斯則在一旁盤算著自已的奪權陰謀，使得競技場內外交織成一場血腥風暴。

## 演員
| 演員          | 角色                                                              | 備註                                                                         |
| 保羅·麥斯卡   | 盧賽斯·維魯斯·奧理略／「漢諾」（Lucius Verus Aurelius / "Hanno"） | 羅馬帝國前繼承人，麥希穆斯之子。此角在前作中由史班瑟·崔特·克拉克飾演。       |
| 佩德羅·帕斯卡 | 馬可斯·阿卡修斯（Marcus Acacius）                                               | 在馬克里努斯手下受訓的羅馬將軍。                                             |
| 康妮·尼爾森   | 露西拉（Lucilla）                                                        | 盧賽斯之母，在麥希穆斯死後將兒子送到努米底亞，以保護他免受羅馬的腐敗。       |
| 丹佐·華盛頓   | 馬克里努斯（Macrinus）                                                    | 計畫控制羅馬的前奴隸，盧賽斯的導師，擁有一群角鬥士。看似表面和气，实则阴险。 |
| 約瑟夫·奎因   | 蓋塔皇帝（Emperor Geta）                                                      | 與卡拉卡拉共治羅馬帝國的皇帝，冷酷残暴，两人中相对较为冷静理性和成熟。       |
| 佛列德·海辛爾 | 卡拉卡拉皇帝（Emperor Caracalla）                                                  | 與盖塔共治羅馬帝國的皇帝，精神不正常，狂躁古怪，沉迷享乐。                   |
| 戴瑞克·傑寇比 | 奎格斯（Gracchus）                                                        | 羅馬元老院議員。                                                             |
| 里奧·拉茲     | 維果（Viggo）                                                          |                                                                              |
| 彼得·曼薩赫   | 朱巴塔（Jubartha）                                                        |                                                                              |
| 馬修·盧卡斯   | 司儀                                                              |                                                                              |

## 發行
《神鬼戰士II》2024年11月15日在英國院線上映，2024年11月22日在美國上映。

## 迴響

### 評價
爛番茄根據387條評論，本片獲得71%的新鮮度，平均得分6.6／10，觀眾的好評度為71%，平均得分3.8／5。在Metacritic上，本片獲得64分。電影獲得影評界正面為主的評價，獲得讚譽的部分集中在視覺效果、動作戲橋段、演員陣容、丹佐·華盛頓的演出表現，但亦有部分評論家批評編劇不如前作。

### 票房
| 上一届： 《听说》     | 2024年韓國週末票房冠軍 第46週 | 下一届： 《魔法壞女巫》 |
| 上一届： 《紅色一號》 | 2024年台北週末票房冠軍 第46週 | 下一届： 《魔法壞女巫》 |

## 外部連結
- 互联网电影数据库（IMDb）上《神鬼戰士II》的资料（英文）
- Box Office Mojo上《神鬼戰士II》的資料（英文）
- 爛番茄上《神鬼戰士II》的資料（英文）
- Metacritic上《神鬼戰士II》的資料（英文）
- 開眼電影網上《神鬼戰士II》的資料（繁體中文）
- 豆瓣电影上《神鬼戰士II》的資料 （简体中文）